# A Will of Their Own
A Will of their Own (no Brasil, A Força de um Destino) é uma minissérie estadunidense de 1998 dirigida por Karen Arthur. No Brasil, foi exibido em formato de filme pelo SBT.

## Elenco
- Lea Thompson.....Amanda Steward
- Ellen Burstyn.....Veronica Steward
- Faye Dunaway.....Margaret Sanger
- Thomas Gibson.....James MacClaren
- Sônia Braga..... Jessie Lopez De La Cruz
- Reiko Aylesworth.....Annie Jermaine
- Tovah Feldshuh.....Mrs. Rubenstein
- Paris Jefferson.....Sarah
- Charlotte Ross.....Susan
- Eric McCormack.....Pierce Peterson
- John Shea.....Dr. Jonathan Abbott